# Cape Chidley Islands
Cape Chidley Islands – grupa wysp w północnej Kanadzie, w Cieśninie Hudsona, u brzegów Killiniq Island, część Archipelagu Arktycznego.
Od wyspy Killiniq oddziela je Cieśnina MacGregora.
Na wyspy Cape Chidley składają się dwie wyspy:
- Cabot Island, położona na wschodzie, o długości 3,2 km
- Pert Island, mniejsza, położona o 0,8 km na zachód

Łączna powierzchnia wynosi 10 km².